# Kenichthys
Kenichthys is een geslacht van uitgestorven sarcopterygische vissen uit het Devoon, en een lid van de clade Tetrapodomorpha. De enige bekende soort van het geslacht is Kenichthys campbelli (vernoemd naar de Australische paleontoloog Ken Campbell), waarvan de eerste overblijfselen in 1993 in China werden gevonden. Het geslacht is belangrijk voor de studie van de evolutie van tetrapoden vanwege de unieke aard van zijn neusgaten, die essentieel bewijs leveren met betrekking tot de evolutionaire overgang van visachtige neusgaten naar de tetrapode choanae.

## Fossielen
Het oorspronkelijke fossiele materiaal van Kenichthys werd voor het eerst beschreven in 1993 en bestaat uit verschillende delen van het schedeldak, de onderkaak en de schoudergordel. Ze werden gevonden in het zuidwesten van China, in de Chuandong-formatie in de provincie Yunnan, en zijn nu gehuisvest in het Institute of Vertebrate Paleontology and Paleoanthropology in Beijing. De fossielen dateren uit het Vroeg-Devoon, met name uit het Emsien, ongeveer 395 miljoen jaar geleden. Het holotype is de schedel IVPP V10493.1.
Verder materiaal van de schedel werd later gevonden en beschreven in 2004. Het was dit materiaal dat de aanwezigheid van een extern neusgat, met een positie die het  midden hield tussen oudere en latere vormen, een in de schedel van de soort vaststelde.

## Beschrijving
Kenichthys was een kleine tetrapodomorf, met een schedel van ongeveer twee centimeter lang. Hoewel alleen delen van de voorkant van het lichaam bekend zijn, lijkt het waarschijnlijk dat Kenichthys in algemene lichaamsvorm vergelijkbaar zou zijn geweest met andere basale sarcopterygiden, met twee rugvinnen, gepaarde borst- en buikvinnen en een anaalvin.
Een belangrijke manier waarop Kenichthys verschilde van andere tetropodomorfen was echter de positionering van zijn achterste neusgat. Terwijl bij andere tetrapodomorfen dit neusgat zich in het verhemelte bevindt, wordt het bij Kenichthys gevonden aan de kaakrand, tussen de premaxilla en de maxilla.

## Evolutionaire betekenis
Kenichthys is belangrijk voor de studie van de evolutie van tetrapoden vanwege de aard van zijn neusgaten. De meeste niet-tetrapode gewervelde dieren (bijvoorbeeld actinopterygiden) hebben twee paren neusgaten, één paar aan elk uiteinde van de neusholte, en beide paren zijn extern. Deze neusgaten spelen geen rol bij de ademhaling, maar hebben een olfactorische rol in de reuk. Bij alle tetrapoden van de kroongroep en veel stamtetrapoden wordt echter één paar neusgaten aan de buitenkant gevonden en een andere aan de binnenkant, in het dak van het verhemelte. Deze opstelling houdt in dat de neusholte van de buitenkant van het lichaam naar de mond leidt. Het interne paar neusgaten staat bekend als de choanae en laat tetrapoden door hun neus ademen.
Voorafgaand aan de beschrijving van de neuspassages van Kenichthys was er discussie over hoe de overgang tussen deze twee vormen precies had plaatsgevonden. Er waren verschillende suggesties naar voren gebracht, waaronder dat de choana homoloog was aan het achterste of het voorste neusgat van niet-tetrapoden, dat het uit een van deze passages was 'uitgegroeid', of dat het een geheel nieuwe vorm was die niets met een van beide te maken had. de andere neusgaten. Het debat werd verder bemoeilijkt door het feit dat longvissen, een andere groep sarcopterygische vissen, ook een choana hebben met een andere vorm dan die van tetrapodomorfen.
De kenmerkende toestand van de neusgaten van Kenichthys toont aan dat de choana van gewervelde dieren in feite evolueerde door migratie van het achterste uitwendige neusgat rond de kaak en omhoog naar het verhemelte. Kenichthys suggereert dat deze migratie plaatsvond op de route tussen de premaxilla en de maxilla.
Deze evolutionaire overgang lijkt zijn stempel te hebben gedrukt op de ontwikkeling van tetrapoden. Een gespleten verhemelte kan zich vormen bij mensen (en andere tetrapoden) waar de weefsels die de premaxilla en de maxilla zullen worden, niet samenkomen tijdens de ontwikkeling. Deze toestand is vergelijkbaar met de situatie bij Kenichthys.

## Fylogenie
Kenichthys is consequent gezien als een van de meest basale tetrapodomorfen sinds zijn ontdekking. Hieronder is een recent cladogram gewijzigd ten opzichte van Swartz, 2012:
|  | Tinirau                                                                |
|  |                                                                        |
|  | \| \| Platycephalichthys \| \| \| \| \| \| Elpistostegalia \| \| \| \| |
|  |                                                                        |
|  | Platycephalichthys                                                     |
|  |                                                                        |
|  | Elpistostegalia                                                        |
|  |                                                                        |

|  | Platycephalichthys |
|  |                    |
|  | Elpistostegalia    |
|  |                    |

|  | Tinirau                                                                |
|  |                                                                        |
|  | \| \| Platycephalichthys \| \| \| \| \| \| Elpistostegalia \| \| \| \| |
|  |                                                                        |
|  | Platycephalichthys                                                     |
|  |                                                                        |
|  | Elpistostegalia                                                        |
|  |                                                                        |

|  | Platycephalichthys |
|  |                    |
|  | Elpistostegalia    |
|  |                    |

|  | Tinirau                                                                |
|  |                                                                        |
|  | \| \| Platycephalichthys \| \| \| \| \| \| Elpistostegalia \| \| \| \| |
|  |                                                                        |
|  | Platycephalichthys                                                     |
|  |                                                                        |
|  | Elpistostegalia                                                        |
|  |                                                                        |

|  | Platycephalichthys |
|  |                    |
|  | Elpistostegalia    |
|  |                    |

|  | Tinirau                                                                |
|  |                                                                        |
|  | \| \| Platycephalichthys \| \| \| \| \| \| Elpistostegalia \| \| \| \| |
|  |                                                                        |
|  | Platycephalichthys                                                     |
|  |                                                                        |
|  | Elpistostegalia                                                        |
|  |                                                                        |

|  | Platycephalichthys |
|  |                    |
|  | Elpistostegalia    |
|  |                    |

|  | Tinirau                                                                |
|  |                                                                        |
|  | \| \| Platycephalichthys \| \| \| \| \| \| Elpistostegalia \| \| \| \| |
|  |                                                                        |
|  | Platycephalichthys                                                     |
|  |                                                                        |
|  | Elpistostegalia                                                        |
|  |                                                                        |

|  | Platycephalichthys |
|  |                    |
|  | Elpistostegalia    |
|  |                    |

|  | Tinirau                                                                |
|  |                                                                        |
|  | \| \| Platycephalichthys \| \| \| \| \| \| Elpistostegalia \| \| \| \| |
|  |                                                                        |
|  | Platycephalichthys                                                     |
|  |                                                                        |
|  | Elpistostegalia                                                        |
|  |                                                                        |

|  | Platycephalichthys |
|  |                    |
|  | Elpistostegalia    |
|  |                    |

|  | Tinirau                                                                |
|  |                                                                        |
|  | \| \| Platycephalichthys \| \| \| \| \| \| Elpistostegalia \| \| \| \| |
|  |                                                                        |
|  | Platycephalichthys                                                     |
|  |                                                                        |
|  | Elpistostegalia                                                        |
|  |                                                                        |

|  | Platycephalichthys |
|  |                    |
|  | Elpistostegalia    |
|  |                    |

|  | Tinirau                                                                |
|  |                                                                        |
|  | \| \| Platycephalichthys \| \| \| \| \| \| Elpistostegalia \| \| \| \| |
|  |                                                                        |
|  | Platycephalichthys                                                     |
|  |                                                                        |
|  | Elpistostegalia                                                        |
|  |                                                                        |

|  | Platycephalichthys |
|  |                    |
|  | Elpistostegalia    |
|  |                    |

|  | Tinirau                                                                |
|  |                                                                        |
|  | \| \| Platycephalichthys \| \| \| \| \| \| Elpistostegalia \| \| \| \| |
|  |                                                                        |
|  | Platycephalichthys                                                     |
|  |                                                                        |
|  | Elpistostegalia                                                        |
|  |                                                                        |

|  | Platycephalichthys |
|  |                    |
|  | Elpistostegalia    |
|  |                    |

|  | Tinirau                                                                |
|  |                                                                        |
|  | \| \| Platycephalichthys \| \| \| \| \| \| Elpistostegalia \| \| \| \| |
|  |                                                                        |
|  | Platycephalichthys                                                     |
|  |                                                                        |
|  | Elpistostegalia                                                        |
|  |                                                                        |

|  | Platycephalichthys |
|  |                    |
|  | Elpistostegalia    |
|  |                    |

|  | Tinirau                                                                |
|  |                                                                        |
|  | \| \| Platycephalichthys \| \| \| \| \| \| Elpistostegalia \| \| \| \| |
|  |                                                                        |
|  | Platycephalichthys                                                     |
|  |                                                                        |
|  | Elpistostegalia                                                        |
|  |                                                                        |

|  | Platycephalichthys |
|  |                    |
|  | Elpistostegalia    |
|  |                    |

|  | Tinirau                                                                |
|  |                                                                        |
|  | \| \| Platycephalichthys \| \| \| \| \| \| Elpistostegalia \| \| \| \| |
|  |                                                                        |
|  | Platycephalichthys                                                     |
|  |                                                                        |
|  | Elpistostegalia                                                        |
|  |                                                                        |

|  | Platycephalichthys |
|  |                    |
|  | Elpistostegalia    |
|  |                    |

|  | Tinirau                                                                |
|  |                                                                        |
|  | \| \| Platycephalichthys \| \| \| \| \| \| Elpistostegalia \| \| \| \| |
|  |                                                                        |
|  | Platycephalichthys                                                     |
|  |                                                                        |
|  | Elpistostegalia                                                        |
|  |                                                                        |

|  | Platycephalichthys |
|  |                    |
|  | Elpistostegalia    |
|  |                    |

|  | Tinirau                                                                |
|  |                                                                        |
|  | \| \| Platycephalichthys \| \| \| \| \| \| Elpistostegalia \| \| \| \| |
|  |                                                                        |
|  | Platycephalichthys                                                     |
|  |                                                                        |
|  | Elpistostegalia                                                        |
|  |                                                                        |

|  | Platycephalichthys |
|  |                    |
|  | Elpistostegalia    |
|  |                    |

|  | Tinirau                                                                |
|  |                                                                        |
|  | \| \| Platycephalichthys \| \| \| \| \| \| Elpistostegalia \| \| \| \| |
|  |                                                                        |
|  | Platycephalichthys                                                     |
|  |                                                                        |
|  | Elpistostegalia                                                        |
|  |                                                                        |

|  | Platycephalichthys |
|  |                    |
|  | Elpistostegalia    |
|  |                    |

|  | Tinirau                                                                |
|  |                                                                        |
|  | \| \| Platycephalichthys \| \| \| \| \| \| Elpistostegalia \| \| \| \| |
|  |                                                                        |
|  | Platycephalichthys                                                     |
|  |                                                                        |
|  | Elpistostegalia                                                        |
|  |                                                                        |

|  | Platycephalichthys |
|  |                    |
|  | Elpistostegalia    |
|  |                    |

|  | Tinirau                                                                |
|  |                                                                        |
|  | \| \| Platycephalichthys \| \| \| \| \| \| Elpistostegalia \| \| \| \| |
|  |                                                                        |
|  | Platycephalichthys                                                     |
|  |                                                                        |
|  | Elpistostegalia                                                        |
|  |                                                                        |

|  | Platycephalichthys |
|  |                    |
|  | Elpistostegalia    |
|  |                    |

|  | Tinirau                                                                |
|  |                                                                        |
|  | \| \| Platycephalichthys \| \| \| \| \| \| Elpistostegalia \| \| \| \| |
|  |                                                                        |
|  | Platycephalichthys                                                     |
|  |                                                                        |
|  | Elpistostegalia                                                        |
|  |                                                                        |

|  | Platycephalichthys |
|  |                    |
|  | Elpistostegalia    |
|  |                    |

|  | Tinirau                                                                |
|  |                                                                        |
|  | \| \| Platycephalichthys \| \| \| \| \| \| Elpistostegalia \| \| \| \| |
|  |                                                                        |
|  | Platycephalichthys                                                     |
|  |                                                                        |
|  | Elpistostegalia                                                        |
|  |                                                                        |

|  | Platycephalichthys |
|  |                    |
|  | Elpistostegalia    |
|  |                    |

|  | Tinirau                                                                |
|  |                                                                        |
|  | \| \| Platycephalichthys \| \| \| \| \| \| Elpistostegalia \| \| \| \| |
|  |                                                                        |
|  | Platycephalichthys                                                     |
|  |                                                                        |
|  | Elpistostegalia                                                        |
|  |                                                                        |

|  | Platycephalichthys |
|  |                    |
|  | Elpistostegalia    |
|  |                    |

|  | Tinirau                                                                |
|  |                                                                        |
|  | \| \| Platycephalichthys \| \| \| \| \| \| Elpistostegalia \| \| \| \| |
|  |                                                                        |
|  | Platycephalichthys                                                     |
|  |                                                                        |
|  | Elpistostegalia                                                        |
|  |                                                                        |

|  | Platycephalichthys |
|  |                    |
|  | Elpistostegalia    |
|  |                    |

|  | Tinirau                                                                |
|  |                                                                        |
|  | \| \| Platycephalichthys \| \| \| \| \| \| Elpistostegalia \| \| \| \| |
|  |                                                                        |
|  | Platycephalichthys                                                     |
|  |                                                                        |
|  | Elpistostegalia                                                        |
|  |                                                                        |

|  | Platycephalichthys |
|  |                    |
|  | Elpistostegalia    |
|  |                    |

|  | Tinirau                                                                |
|  |                                                                        |
|  | \| \| Platycephalichthys \| \| \| \| \| \| Elpistostegalia \| \| \| \| |
|  |                                                                        |
|  | Platycephalichthys                                                     |
|  |                                                                        |
|  | Elpistostegalia                                                        |
|  |                                                                        |

|  | Platycephalichthys |
|  |                    |
|  | Elpistostegalia    |
|  |                    |

|  | Tinirau                                                                |
|  |                                                                        |
|  | \| \| Platycephalichthys \| \| \| \| \| \| Elpistostegalia \| \| \| \| |
|  |                                                                        |
|  | Platycephalichthys                                                     |
|  |                                                                        |
|  | Elpistostegalia                                                        |
|  |                                                                        |

|  | Platycephalichthys |
|  |                    |
|  | Elpistostegalia    |
|  |                    |

|  | Tinirau                                                                |
|  |                                                                        |
|  | \| \| Platycephalichthys \| \| \| \| \| \| Elpistostegalia \| \| \| \| |
|  |                                                                        |
|  | Platycephalichthys                                                     |
|  |                                                                        |
|  | Elpistostegalia                                                        |
|  |                                                                        |

|  | Platycephalichthys |
|  |                    |
|  | Elpistostegalia    |
|  |                    |

|  | Tinirau                                                                |
|  |                                                                        |
|  | \| \| Platycephalichthys \| \| \| \| \| \| Elpistostegalia \| \| \| \| |
|  |                                                                        |
|  | Platycephalichthys                                                     |
|  |                                                                        |
|  | Elpistostegalia                                                        |
|  |                                                                        |

|  | Platycephalichthys |
|  |                    |
|  | Elpistostegalia    |
|  |                    |

|  | Tinirau                                                                |
|  |                                                                        |
|  | \| \| Platycephalichthys \| \| \| \| \| \| Elpistostegalia \| \| \| \| |
|  |                                                                        |
|  | Platycephalichthys                                                     |
|  |                                                                        |
|  | Elpistostegalia                                                        |
|  |                                                                        |

|  | Platycephalichthys |
|  |                    |
|  | Elpistostegalia    |
|  |                    |

|  | Tinirau                                                                |
|  |                                                                        |
|  | \| \| Platycephalichthys \| \| \| \| \| \| Elpistostegalia \| \| \| \| |
|  |                                                                        |
|  | Platycephalichthys                                                     |
|  |                                                                        |
|  | Elpistostegalia                                                        |
|  |                                                                        |

|  | Platycephalichthys |
|  |                    |
|  | Elpistostegalia    |
|  |                    |

|  | Tinirau                                                                |
|  |                                                                        |
|  | \| \| Platycephalichthys \| \| \| \| \| \| Elpistostegalia \| \| \| \| |
|  |                                                                        |
|  | Platycephalichthys                                                     |
|  |                                                                        |
|  | Elpistostegalia                                                        |
|  |                                                                        |

|  | Platycephalichthys |
|  |                    |
|  | Elpistostegalia    |
|  |                    |

|  | Tinirau                                                                |
|  |                                                                        |
|  | \| \| Platycephalichthys \| \| \| \| \| \| Elpistostegalia \| \| \| \| |
|  |                                                                        |
|  | Platycephalichthys                                                     |
|  |                                                                        |
|  | Elpistostegalia                                                        |
|  |                                                                        |

|  | Platycephalichthys |
|  |                    |
|  | Elpistostegalia    |
|  |                    |

|  | Tinirau                                                                |
|  |                                                                        |
|  | \| \| Platycephalichthys \| \| \| \| \| \| Elpistostegalia \| \| \| \| |
|  |                                                                        |
|  | Platycephalichthys                                                     |
|  |                                                                        |
|  | Elpistostegalia                                                        |
|  |                                                                        |

|  | Platycephalichthys |
|  |                    |
|  | Elpistostegalia    |
|  |                    |

|  | Tinirau                                                                |
|  |                                                                        |
|  | \| \| Platycephalichthys \| \| \| \| \| \| Elpistostegalia \| \| \| \| |
|  |                                                                        |
|  | Platycephalichthys                                                     |
|  |                                                                        |
|  | Elpistostegalia                                                        |
|  |                                                                        |

|  | Platycephalichthys |
|  |                    |
|  | Elpistostegalia    |
|  |                    |